# Saohszing
Saohszing (egyszerűsített kínai írással: 绍兴) prefektúra szintű város Kínában, Csöcsiang tartományban. Lakosainak száma 5 270 977 fő (2020).

## Népesség
| 2010 | 4 912 239 |
| 2020 | 5 270 977 |

## Testvérvárosok
- Metepec
- Odense
- Csicsihar
- Nisinomija
- Nanto
- Vidnoye
- Lübeck